# 中国农业科学院农业资源与农业区划研究所
中国农业科学院农业资源与农业区划研究所（英語：Biogas Institute of Ministry of Agriculture and Rural Affairs，简称中国农科院资划所）于2003年5月由中国农业科学院土壤肥料研究所与农业自然资源和农业区划研究所整合组建而成，隶属于中国农业科学院，是以农业资源利用和农业资源区划为主导的国家级科研机构。

## 沿革
1957年8月，中国农业科学院土壤肥料研究所成立。1979年2月，中国农业科学院农业自然资源和农业区划研究所成立。2003年5月，中国农业科学院土壤肥料研究所与中国农业科学院农业自然资源和农业区划研究所合并组建成立中国农业科学院农业资源与农业区划研究所。

## 主办刊物
- 《植物营养与肥料学报》
- 《中国农业资源与区划》
- 《中国农业信息》
- 《中国土壤与肥料》
- 《农业科研经济管理》
- 《中国农业综合开发》